# Hyalurgus clistoides
Hyalurgus clistoides är en tvåvingeart som först beskrevs av Townsend 1915.  Hyalurgus clistoides ingår i släktet Hyalurgus och familjen parasitflugor.
Artens utbredningsområde är Kansas. Inga underarter finns listade i Catalogue of Life.